# Demócrito Rocha Dummar
Demócrito Rocha Dummar (Fortaleza, 12 de março de 1945 — Fortaleza, 25 de abril de 2008) foi um jornalista brasileiro e presidiu por 45 anos o Grupo de Comunicação O Povo.

## Biografia
Neto de Demócrito Rocha (fundador do jornal O Povo, em 1928), filho de Lúcia Dummar e João Dummar (fundador da Ceará Rádio Clube), era bacharel em Direito e ocupou o cargo de diretor-presidente do jornal. Era irmão de Carmem Lúcia Dummar (proprietária da Tempo FM).
Chegou a presidir a Associação Cearense de Emissoras de Rádio e Televisão (ACERT), de 1984 a 1988. Foi vice-presidente da Associação Brasileira de Emissoras de Rádio e Televisão (ABERT), além de vice-presidente e sócio fundador da Associação Nacional de Jornais (ANJ) e membro da Sociedade Interamericana de Imprensa (SIP), representando empresas do continente americano.
A herança recebida do avô, o Grupo de Comunicação O Povo, compreende, atualmente, um jornal diário (O Povo), a Fundação Demócrito Rocha, três emissoras de rádio (Rádio O Povo CBN, Rádio O Povo CBN Cariri e NovaBrasil FM Fortaleza), e a TV O Povo - fundada em julho de 2007.
Na tarde de 25 de abril de 2008, Demócrito Rocha Dummar foi encontrado morto em sua casa, no bairro Aldeota, após cometer suicídio. Em nota oficial, a família não quis comentar o assunto.